# KLF14
Le KLF14 (pour « Krüppel-like factor 14 ») est un facteur de transcription appartenant à la famille de protéines KLF. Son gène est le KLF14 situé sur le chromosome 7 humain.

## Rôles
Il interagit avec la protéine p300, ce qui permet la modulation de la transcription de plusieurs protéines dont la SK1 ou le FOXP3, ce dernier étant impliqué dans la différenciation des lymphocytes T régulateurs.
Il module la production d'apolipoprotéine A1, et par cet intermédiaire, le taux du HDL cholestérol.

## En médecine
Certains allèles du gène semblent protectrices vis-à-vis du risque de survenue d'une maladie cardio-vasculaire. D'autres allèles ont l'effet inverse.